# Нижні Серги
Нижні Серги́ (рос. Нижние Серги) — місто, центр Нижньосергинського району Свердловської області. Адміністративний центр Нижньосергинського міського поселення.

## Географія
Місто розташоване на західному схилі Середнього Уралу, на річці Серга (притока річки Уфи) за 100 км (по автодорогах) та за 118 км (по залізниці) на північний захід від Єкатеринбургу. Залізнична станція Нижньосергинська, напрямки Чусовська-Дружинино-Бердяуш.

## Найменування
Назва міста походить від розташування на річці Серга, визначення Нижні вказує на знаходження нижче по річці, вище за течією річки — селище Верхні Серги. Слово «Серга», як припускають, походить з мови комі: сер — «куниця» та -га з юг — «річка».

## Історія
Місто, як і багато сучасних уральських міст, зародилося на базі металургійного виробництва. У 1743—1744 роках на землях, куплених у башкирів, Микита Демидов побудував чавуноплавильний і залізоробний завод, який 1789 року був проданий Михайлу Костянтиновичу Губіну.

## Населення
Населення — 10336 осіб (2010, 12567 у 2002).